# 清水にな
清水 にな（しみず にな、2月23日 - ）は、日本のタレント、レースクイーン。
京都市出身。 株式会社イースマイル所属。愛称は「ニーナ」。

## 活動

### レースクイーン
| 年     | カテゴリー   | チーム名                        |
| ------ | ------------ | ------------------------------- |
| 2023年 | Super GT     | GT300 “Pacific JLOC ANGELS"     |
| 2022年 | SUPER GT     | GT300フロンティアキューティーズ |
| 2022年 | スーパー耐久 | フロンティアキューティーズ      |
| 2021年 | SUPER GT     | GT300 Hitotsuyma Racing         |
| 2020年 | SUPER GT     | GT300 GAINER                    |